# Beredskabsassistent
 Denne artikel bør gennemlæses af en person med fagkendskab for at sikre den faglige korrekthed.

Beredskabsassistent er en stillingsbetegnelse i redningsberedskabet. 

## Kommunale redningsberedskaber / brandvæsener
En beredskabsassistent er en ansat i det kommunale redningsberedskab / brandvæsen, som løser forskellige opgaver i det daglige beredskab. Beredskabsassistenten er ofte også brandmand.
Distinktionen er skuldersløjfe med en 6-takket D-stjerne iflg. vejledning fra organisationen Danske Beredskaber.

## Beredskabsstyrelsen
Gradsbetegnelsen anvendes ikke længere i Beredskabsstyrelsen. Siden 1. februar 2018 bruges betegnelsen "sergent" for de yngste mellemledere. Distinktioner med 6-takkede stjerner anvendes heller ikke længere i Beredskabsstyrelsen (link til nye distinktioner).

### Uddannelse (Historisk)
Langt de fleste beredskabsassistenter havde en fortid som værnepligtige ved Beredskabsstyrelsen., hvor de efter endt værnepligt kunne søge om videreuddannelse i Beredskabsstyrelsen. Det var en forudsætning, at man som menig havde bestået sine eksamener i funktionsuddannelse indsats, redning, CBRN samt førstehjælp og i øvrigt var fundet egnet af ens overordnede.
Mellemlederuddannelsen indeholdt de næste 6 måneder en række kurser på BRTS samt ved Beredskabsstyrelsen Sydjylland.
- Holdleder Brand
- Holdleder Redning
- En række småkurser, bl.a. hjælpeinstruktør, idræt, markeringsleder og grundlæggende ledelse.

Efter endt uddannelse udnævntes personen til beredskabsassistent og startede derefter sin resterende tjenestetid som instruktør og befalingsmand på et beredskabscenter. Efter endt værnepligt kunne der søges om ansættelse, ofte med tidsbegrænsning.